# Catoblemma
Catoblemma is een geslacht van vlinders van de familie Uilen (Noctuidae), uit de onderfamilie Eustrotiinae.

## Soorten
- C. acrosticha Turner, 1920
- C. adiaphora Turner, 1920
- C. anaemacta Turner, 1920
- C. biangulata Wileman
- C. brevipalpis Turner, 1945
- C. duporti Joannis, 1928
- C. goniophora Hampson, 1920
- C. melanocephala Wileman & West, 1929
- C. obliquisigna Hampson
- C. porphyris Turner, 1920
- C. punctilinea Turner, 1945
- C. renalis Hampson, 1918
- C. semialba Hampson, 1902
- C. sumbavensis Hampson, 1910
- C. trigonographa Turner, 1936